# Мартынушкин, Иван Степанович
Иван Степанович Мартынушкин (род. 1923, с. Пощупово Рязанская губерния) — участник Великой Отечественной войны, старший лейтенант, командир роты 1087-го стрелкового полка 322-й дивизии 60-й армии 1-го Украинского фронта.

## Биография
Иван Степанович родился 18 января 1924 года (по паспорту 23 декабря 1923 года) в селе Пощупово Рязанской губернии. В 1942 году окончил Хабаровское пулеметно-минометное училище. Направлен на фронт в 1943 году. Служил в 1087-м полку 322-й стрелковой дивизии, командир пулемётного взвода, после пулеметной роты. Имеет два ранения, контузию. Был в числе первых советских воинов, освобождавших концлагерь Освенцим.

## Награды[2]
- Орден Красного Знамени
- Орден Отечественной войны I и II степеней
- Орден Красной Звезды
- Орден «Знак Почёта»
- медаль «За победу над Германией»
- медаль Жукова
- другие медали
- Кавалер ордена Заслуг перед Республикой Польша (14 января 2005 года, Польша)[3]
- Почётная грамота Московской городской думы (21 февраля 2024 года)[4]